# 我的唐朝兄弟
《我的唐朝兄弟》，中国大陆于2009年11月上映的古装电影。原名《苦竹林》。

## 剧情
薛十三和陈六是两个结伴打劫的强盗。有一天来到一个穷村庄打抢。

## 制作
导演：杨树鹏

## 演员
- 胡　军　饰　薛十三
- 姜　武　饰　陈　六
- 李立群　饰　赵里正
- 王　晓　饰　马罗娘
- 于小磊　饰　鹦　哥
- 吕　中　饰　马罗娘（老年）
- 杨树鹏　饰　李　白